# Bonkoukou
Bonkoukou, est une localité du Niger, chef-lieu de la commune rurale (canton) d'Imanan, département de Filingué.

## Géographie
Le village est situé dans la vallée de Dallol Bosso à une altitude de 215 m, desservi par la route nationale RN25 (axe Niamey-Abala) à 42 km au sud de Filingué et à 140 km au nord-est de Niamey, capitale du Niger.

## Chefferie traditionnelle
Le Canton Imanan de Bonkoukou est une chefferie de 6e catégorie, fondée en 1830. Elle a pour chef en 2022 ; Mazou Amaguirguis (né en 1934) depuis le 21 avril 1987.

## Population
La population de la localité est recensée à 4 881 habitants en 2012.

## Économie
Le village vit majoritairement de l'agriculture (pomme de terre, mil, cultures maraîchères, etc.) et de l'élevage (bovins, caprins, etc.).